# Nadine Velazquez
Nadine Velazquez (ur. 20 listopada 1978 w Chicago) – amerykańska aktorka i modelka.

## Życiorys
Nadine Velazquez urodziła się w rodzinie o portorykańskich korzeniach. Uzyskała bakalaureat z marketingu.
Jej pierwszą rolą był udział w reklamie McDonald’s, w której zagrała dziewczynę na stanowisku dla klientów zmotoryzowanych.
Przełom w jej karierze przyniosła rola Cataliny w serialu Na imię mi Earl (My Name Is Earl).

## Życie prywatne
W 1995 roku zawarła związek małżeński z agentem Markiem Provissiero, lecz rozwiedli się w 2011.

## Filmografia
- 2003: Moda na sukces (The Bold and the Beautiful) jako Anna (gościnnie)
- 2003: Pokonaj najszybszego (Biker Boyz) jako Allison
- 2003: Las Vegas jako Myra Gonzalez (gościnnie)
- 2003: Papi i dziewczyny (Chasing Papi) jako atrakcyjna kobieta w Conga Club
- 2004: Ekipa (Entourage) jako Janeen (gościnnie)
- 2004: Ostatnia jazda (The Last Ride) jako JJ Cruz
- 2004: Wybuch! (Blast!) jako Luna
- 2005: Sueño – marzenia (Sueño) jako Claudia
- 2005: Dom śmierci II: Śmiertelny cel (House of the Dead 2) jako Rodriguez
- 2005–2009: Na imię mi Earl (My Name Is Earl[1]) jako Catalina Rana Aruca
- 2007: Królowie South Beach (Kings of South Beach) jako Olivia Palacios
- 2007: Zabójca (War) jako Maria
- 2008: Mąż do wynajęcia (Husband for Hire) jako Lola
- 2009: A Day in the Life jako agent specjalny Natasha
- 2009: Rozwodnik Gary (Gary Unmarried) jako Sophia (gościnnie)
- 2009-2015: Wirtualna liga (The League[1]) jako Sofia
- 2011–2012: Doktor Hart (Hart of Dixie[1]) jako Didi Ruano
- 2012: Lot (Fly) jako Katerina Márquez
- 2013: Infiltrator (Snitch) jako Analisa
- 2013: Real Husbands of Hollywood jako ona sama
- 2013–2017: Mroczne zagadki Los Angeles (Major Crimes[1]) jako zastępca prokuratora okręgowego Emma Rios
- 2014: Aztec Warrior jako Lisa
- 2014: Clarity jako dorosła Carmen
- 2014: Sister
- 2016: The Bounce Back jako Kristin Peralta
- 2016: The Charnel House jako Charlotte Reaves
- 2016: Prawdziwa jazda 2 (Ride Along 2[1]) jako Tasha
- 2016: W ukryciu (Crawlspace) jako Melanie Alexander
- 2017–2018: Six[1] jako Jackie Ortiz
- 2018: Sharon 1.2.3. jako Sharon nr 2
- 2018: Discarnate jako Maya Sanchez
- 2019: A World Away jako Lyra
- 2021–2022: Queens jako Valeria Mendez
- 2024: Wild Life jako matka Ciary (gościnnie)